# Оттер (остров)
Оттер (англ. Otter Island) — необитаемый остров в группе островов Прибылова штата Аляска в Беринговом море рядом с западным побережьем штата. Расположен юго-западнее острова Святого Павла. Площадь острова — 0,6686 км². На острове запрещена охота.
В статье ЭСБЕ остров назван Бобровым.